# TM 1517
TM 1517 es el nombre de catálogo de un cráneo y algunas partes del esqueleto postcraneal fósilizados de Paranthropus robustus. Fue encontrado, en 1938, por un niño de la escuela cercana al yacimiento sudaficano de Kromdraai y que le fue notificado a Raymond Dart que localizó y excavó el lugar, y fue descrito por Robert Broom en el mismo año. Se le atribuye una antigüedad de 2,0 millones de años y es el holotipo de la especie.

## Descubrimiento
En 1938 un alumno, Gert Terblanche, de la escuela cercana al yacimiento de Kromdraai encontró un cráneo del que se quedó unas piezas dentarias. Cuando la noticia llegó a Broom, visitó el colegio y habló con Gert que le condujo al lugar donde se encontraba el cráneo, que posteriormente fue catalogado como TM 1517. El cráneo había sido roto en parte por el niño para poderle extraer los dientes y muelas, aunque fue posible la reconstrucción.
El yacimiento está, actualmente, catalogado como Kromdraai B, KB o sitio homínido. Kromdraai A, KA o sitio faunístico, es una excavación de restos paleontológicos. Los descubrimientos de fósiles de robustus se realizaron en el estrato conocido como miembro 3 del último.

## Descripción
Los restos de TM 1517 fueron encontrados de forma separada y se catalogaron con la numeración TM 1517 más una letra entre a y f. Corresponden a: parte del cráneo, TM 1517a; parte de la hemi mandíbula derecha,  TM 1517b; algunas piezas dentales sueltas; y restos de huesos largos del esqueleto postcraneal.
Como en los demás Paranthropus, y especialmente en robustus, la mandíbula inferior es muy grande y el cráneo tiene los huesos de un espesor considerable. En este espécimen el hueco del diente canino, C1, es más grande que en otros ejemplares pero más pequeño que en otros homininos, y los todos los molares, incluido M3, están completamente erupcionados, si bien recientemente, lo que correspondería a una edad de 18 años en humanos, y algo menos, probablemente, en Paranthropus (en chimpacés ocurre cerca de los 10 años). El tamaño grande de los molares y premolares es uno de los rasgos que condujeron a Broom a proponer la nueva especie y el nuevo género.

Respecto a la cara es más plana y corta que la de los gorilas pero más amplia que la de Australopithecus y los arcos cigomáticos son amplios, para permitir grandes músculos de masticación.

## Datación
Las variaciones de datación dependen del tipo de técnica utilizado, si bien todos están bastante agrupados. Por ejemplo se han dado rangos de 1,9-2,1 Ma, 1,5-2,0 Ma,, si bien la cifra de dos millones de años es aceptada como válida.